# Naufrage de Gournah

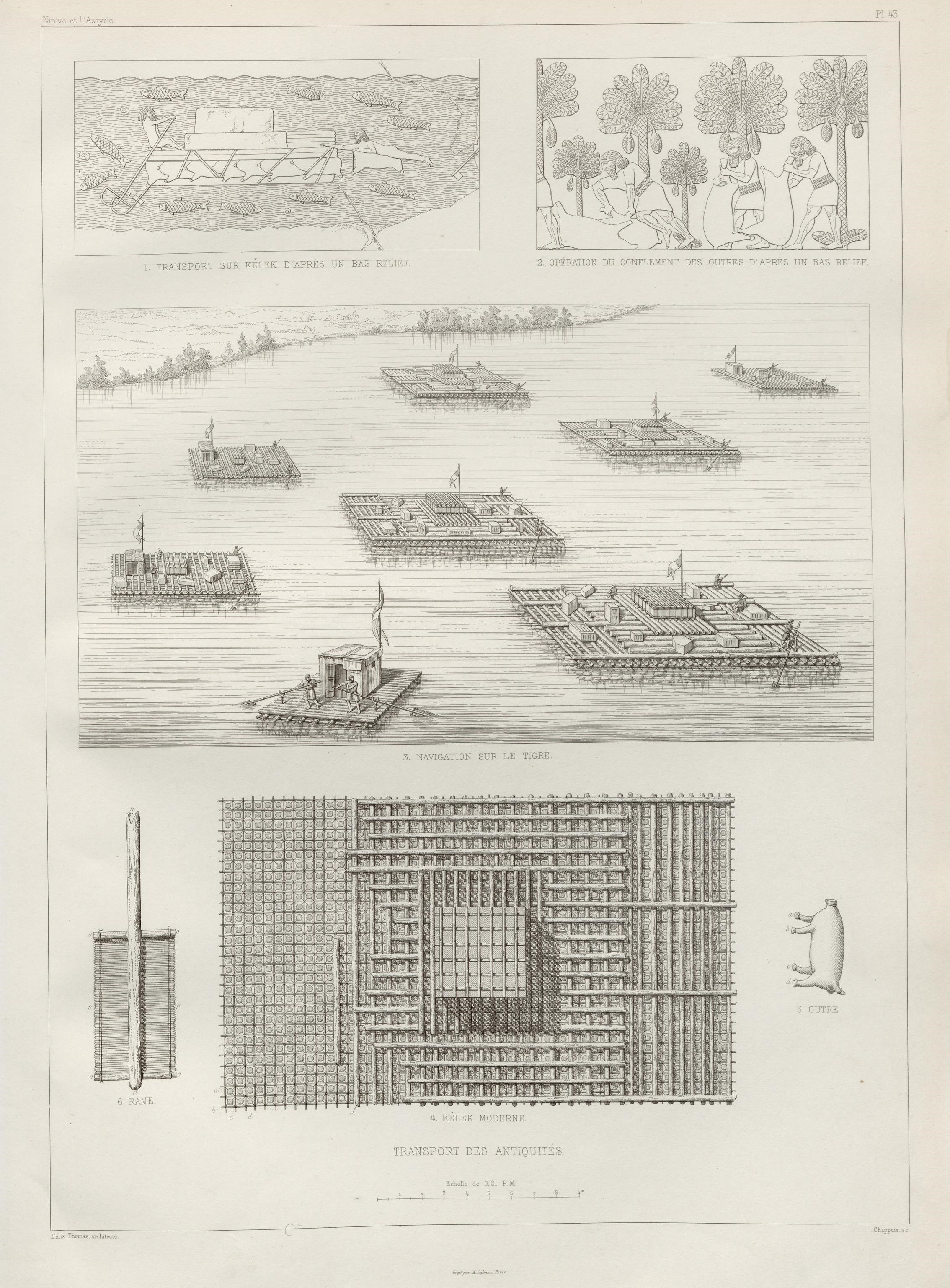
Le kelelks du convoi de Victor Place descendant le Tigre en 1855.

Le naufrage de Gournah ou naufrage de Korna ou désastre d'Al-Qurnah est la perte de nombreuses antiquités assyriennes issues de fouilles archéologiques françaises, coulées dans le Chatt-el-Arab, à la confluence du Tigre et de l'Euphrate à Al-Qurnah, en Irak actuel, le 21 ou le 23 mai 1855.

## Un transport raté

### Des antiquités mésopotamiennes
Les pièces archéologiques transportées sont principalement issues des fouilles effectuées sous la direction de Victor Place, consul de France à Mossoul, principalement sur le site de Khorsabad, à partir de 1851,.
Ces antiquités, rangées dans des caisses, rassemblent un nombre impressionnant de pièces, essentiellement de grandes sculptures, beaucoup de tablettes cunéiformes étant transportées à Paris séparément par Félix Thomas. Victor Place réussit à les faire transporter au bord du Tigre en décembre 1853, prêtes à embarquer pour descendre le fleuve vers Bassorah. Ces caisses restent ainsi à Mossoul, dans l'attente d'être transportées à Paris, du 5 décembre 1853 au 29 avril 1855. Victor Place leur fait alors commencer leur voyage.

### De Mossoul à Bagdad
En effet, un navire français, le Manuel, doit arriver à Bassorah fin avril 1855 pour récupérer ces antiquités et il ne peut y rester plus de 120 jours. Il s'agit donc d'organiser la descente de ces pièces archéologiques sur le Tigre jusqu'à Bassorah, sur une flotte de radeaux ou keleks. Les keleks sont des radeaux composés d'outres de peaux de bouc ou de mouton, gonflées et réunies entre elles par des pièces de bois. Ce sont des esquifs très mobiles et de très faible tirant d'eau, mais très fragiles et dont les outres doivent être changées au bout d'un mois.
Parti de Mossoul avec un convoi de huit radeaux le 29 avril 1855, Victor Place atteint sans encombre Bagdad le 4 mai, mais doit, conformément à ses instructions, y abandonner son convoi pour retourner à Mossoul attendre son successeur au poste de consul. En effet, il est lui-même nommé sur un nouveau poste en Moldavie,.
Les autorités ottomanes de Bagdad cherchent à le dissuader d'organiser la suite du voyage parce qu'une digue s'est rompue et parce que des tribus sont révoltées dans le Sud. Pour ces autorités, l'expédition de Place est beaucoup trop risquée et elles le lui disent. L'assyriologue britannique Henry Rawlinson lui avait déjà fait part de ses doutes à ce sujet en février. Mais Victor Place, pris entre des injonctions contradictoires, considère que le transport ne peut attendre, sous peine de rater le bateau à Bassorah,.
Victor Place fait réparer les keleks et décharger ceux qui portent les pièces les plus lourdes, pour charger celles-ci sur un voilier de cinquante tonneaux. En plus de la collection qu'il a constituée, ce convoi transporte aussi des caisses d'antiquités qui proviennent des fouilles menées par Fulgence Fresnel et Jules Oppert à Babylone à partir de 1852, dans le cadre de l'expédition scientifique et artistique de Mésopotamie et de Médie,,, soit un ajout de quarante caisses pesant deux tonnes. On ajoute aussi des caisses provenant de fouilles menées par les Anglais.

### Un enchaînement fatal
Victor Place désigne un enseignant suisse de Bagdad, A. Clément, pour assurer la suite du voyage. Il lui confère le titre d'agent consulaire, organise et contemple le départ. A. Clément part de Bagdad le 13 mai 1855, à la tête d'un grand voilier et de quatre radeaux, qui transportent 235 caisses d'antiquités. A. Clément est installé à Bagdad depuis décembre 1853 et il entretient de bonnes relations avec les autorités locales. Nonobstant sa nationalité suisse, il accepte volontiers d'accomplir des missions pour le gouvernement français.
Peu après le départ, A. Clément perd le contrôle de l'équipage du navire. Le capitaine du bateau accoste pour charger une grande quantité de ballots de soie de contrebande. Il espère ainsi profiter de l'exonération de taxe dont bénéficie le transport des antiquités de Victor Place. A. Clément ne peut s'y opposer. Le bateau est trop chargé et fait eau.
Le 18 mai, A. Clément est malmené physiquement par un cheikh local et contraint de lui donner tous les cadeaux prévus pour rémunérer les intermédiaires pendant l'ensemble du voyage. Les 20 et 21 mai le convoi est de nouveau pillé par différents groupes, qui réclament de l'argent pour les laisser passer.
Le 21 mai ou le 23 mai, près de Al-Qurnah, le bateau est encore attaqué et des pirates le mettent à sac. Le bateau heurte la rive et commence à sombrer. A. Clément est frappé et dépouillé. Le capitaine d'un navire de la flotte fluviale ottomane, isolé, n'intervient pas pendant l'attaque, mais lui fournit ensuite des vêtements et lui permet de gagner la résidence britannique de Maaghill, au nord de Bassorah,. Sur les quatre radeaux, deux s'échouent ou coulent. Les deux autres arrivent jusqu'à Bassorah avant de sombrer et on réussit à sauver une partie de leur cargaison, dont un des deux grands taureaux de Khorsabad.
Le 17 juin 1855, de Mossoul, Victor Place rédige un rapport montrant son inquiétude quant à ce transport, alors qu'il est déjà probablement au courant du désastre. Il quitte Mossoul et la Mésopotamie deux jours après,.

## Des pertes considérables

### Un sauvetage très partiel
Sur les 235 caisses du chargement, seules 28 sont sauvées, comprenant le taureau de Khorsabad, une statue colossale, les antiquités provenant des fouilles menées par les Anglais et quelques autres caisses appartenant à Victor Place. L'ensemble est chargé, avec difficulté, à bord du Manuel, qui est finalement arrivé à Bassorah le 10 juin. Les autorités ottomanes participent à l'organisation de ces récupérations d'objets. Les recherches pour sauver d'autres pièces se poursuivent, sans succès, jusqu'à la fin février 1856. Les pièces sauvées et transportées par le Manuel arrivent au Havre le 20 mai 1856 et entrent au musée du Louvre le 1er juillet 1856.
Victor Place n'ayant pas dressé d'inventaire préalable, les pertes sont difficiles à connaître avec précision, mais elles représentent des années de travail, non seulement des antiquités, mais aussi des notes, des plans et de nombreux livres. La collection de Fresnel est entièrement perdue. Elle comprenait des statuettes de terre cuite, des bijoux, une quarantaine de cylindres gravés, des poteries et plus d'une centaine de tablettes.

### Une catastrophe archéologique
De Constantinople, Victor Place écrit au ministre, Achille Fould :

« Je ne dirai pas à Votre Excellence tout ce que j'ai éprouvé en sachant perdus sans retour les fruits de tant de dépenses et de travaux. L'espoir de voir notre musée enrichi par de si belles découvertes m'avait fait oublier les fatigues et les déboires que j'avais endurés pendant quatre ans. Je pensais surtout , qu'en voyant le résultat, Votre Excellence satisfaite, m'aurait pardonné l'espèce d'acharnement que j'avais mis à ces fouilles, et qu'Elle ne regretterait pas la bienveillance et la générosité dont elle a usé envers moi.

Un seul instant a vu sombrer tant de légitimes espérances et il ne me reste plus qu'à vous prier, Monsieur le ministre, de vouloir bien ne pas me reprocher un désastre dont je suis, à tout prendre, le plus malheureux. »

Après avoir quitté Bagdad vers 1863, A. Clément publie en 1866 un compte rendu de cet événement dans la revue suisse de géographie Le Globe. Il ne s'agit pas pour lui de se défendre de quelconques manquements, puisque personne ne le met en cause. Il propose plutôt le récit d'un fait curieux susceptible d'intéresser le lecteur.
En 1971, une mission japonaise explore le Chatt-el-Arab à la recherche des pièces archéologiques perdues, mais ses investigations, pourtant menées scientifiquement avec des appareils modernes, ne permettent pas de les retrouver,.
Les destructions causées par les fouilles et la perte des pièces archéologiques dans le Chatt-el-Arab ont altéré la connaissance du site de Khorsabad.

### Note
1. ↑  Dominique Charpin emploie l'expression « naufrage de Gournah ». A. Clément et Maurice Pillet nomment cet endroit Korna. Les auteurs anglophones évoquent le « Qurnah disaster » ou le « Kurna accident ». Le village irakien actuel est appelé en français Al-Qurnah.

### Principales sources
- Victor Place, Ninive et l'Assyrie, t. III : Planches, Paris, Imprimerie nationale, 1867 (lire en ligne), p. 49.
- A. Clément, « Transport des antiquités niniviennes de Bagdad à Bassorah », Le Globe. Revue genevoise de géographie, vol. 5, no 1,‎ 1866, p. 170–183 (DOI 10.3406/globe.1866.6845, lire en ligne, consulté le 16 avril 2023).
- (en) Namio Egami, « The report of the Japan mission for the survey of the under-water antiquities at Qurnah. The first season (1971-1972) », Orient. Bulletin of the Society for Near Eastern Studies in Japan, vol. 8,‎ 1972, p. 1-44 (lire en ligne [PDF]).

### Études historiques
- Maurice Pillet, « Un naufrage d'antiquités assyriennes dans le Tigre », Comptes rendus des séances de l'Académie des Inscriptions et Belles-Lettres, vol. 60, no 3,‎ 1916, p. 224–240 (DOI 10.3406/crai.1916.73709, lire en ligne, consulté le 16 avril 2023).
- Mogens Trolle Larsen (trad. de l'anglais par Hélène Monsacré et Christophe Beslon), La Conquête de l'Assyrie 1840-1860 : Histoire d'une découverte archéologique, Paris, Hachette Littératures, 2001, 476 p. (ISBN 9782012355835), p. 433-439.
- (en) D. T. Potts, « "Un coup terrible de la fortune" : A. Clément and the Qurna disaster of 1855 », dans Irving Finkel and St John Simpson (ed), In Context : The Reade Festschrift, Oxford, Archaeopress, 2020, 345 p. (ISBN 978-1789696073, lire en ligne), p. 235-244.
- (en) Samuel D. Pfister, « The Qurnah Disaster : Archaeology & Piracy in Mesopotamia », Bible HIstory Daily,‎ 1er juillet 2021 (lire en ligne).
- (en) Bülent Genç, « Memory of destroyed Khorsabad, Victor Place, and the story of a shipwreck », Journal of the Royal Asiatic Society, vol. 31, no 4,‎ octobre 2021, p. 759–774 (ISSN 1356-1863 et 1474-0591, DOI 10.1017/S135618632100016X, lire en ligne, consulté le 16 avril 2023).